# Gäddtjärnen (Hällesjö socken, Jämtland, 695671-150845)
Gäddtjärnen är en sjö i Bräcke kommun i Jämtland och ingår i Ljungans huvudavrinningsområde.